# Pitkäsilta
Le long pont (en finnois : Pitkäsilta) est un pont  du quartier de Sörnäinen à Helsinki en Finlande.

## Description
Le pont qui enjambe la baie de Kaisaniemi relient Kruununhaka et Hakaniemi.
Du pont partent Unioninkatu vers le sud  et Siltasaarenkatu vers le nord.
Le pont de pierre actuel a été achevé en 1912 et est historiquement le cinquième pont construit sur le site.
Le nom de Pitkänsilta remonte à avant la fin du XIXème siècle, lorsque la zone actuelle de Siltasaari était encore une île.
À cette époque, deux ponts menaient à l'île, dont celui du pont actuel de Pitkänsilta était plus long.
On peut encore voir dans les structures du pont des traces de la bataille d'Helsinki du printemps 1918.
La division allemande de la Baltique a tiré des grenades sur le pont pour couper le mouvement des gardes rouges.

## Symbole national
Une fois achevée, l'actue Pitkäsilta a séparé le centre-ville d'Helsinki de Siltasaari, Hakaniemi et le quartier ouvrier de Kallio, où se trouvaient les sièges des principales organisations syndicales finlandaises.
De ce fait, le pont a longtemps été considérée comme une frontière symbolique entre la bourgeoisie et la classe ouvrière.
Ainsi, l'expression « Traverser le long pont » s'est imposée dans le langage politique, qui fait référence aux compromis qui traversent la frontière droite-gauche.

## Galerie

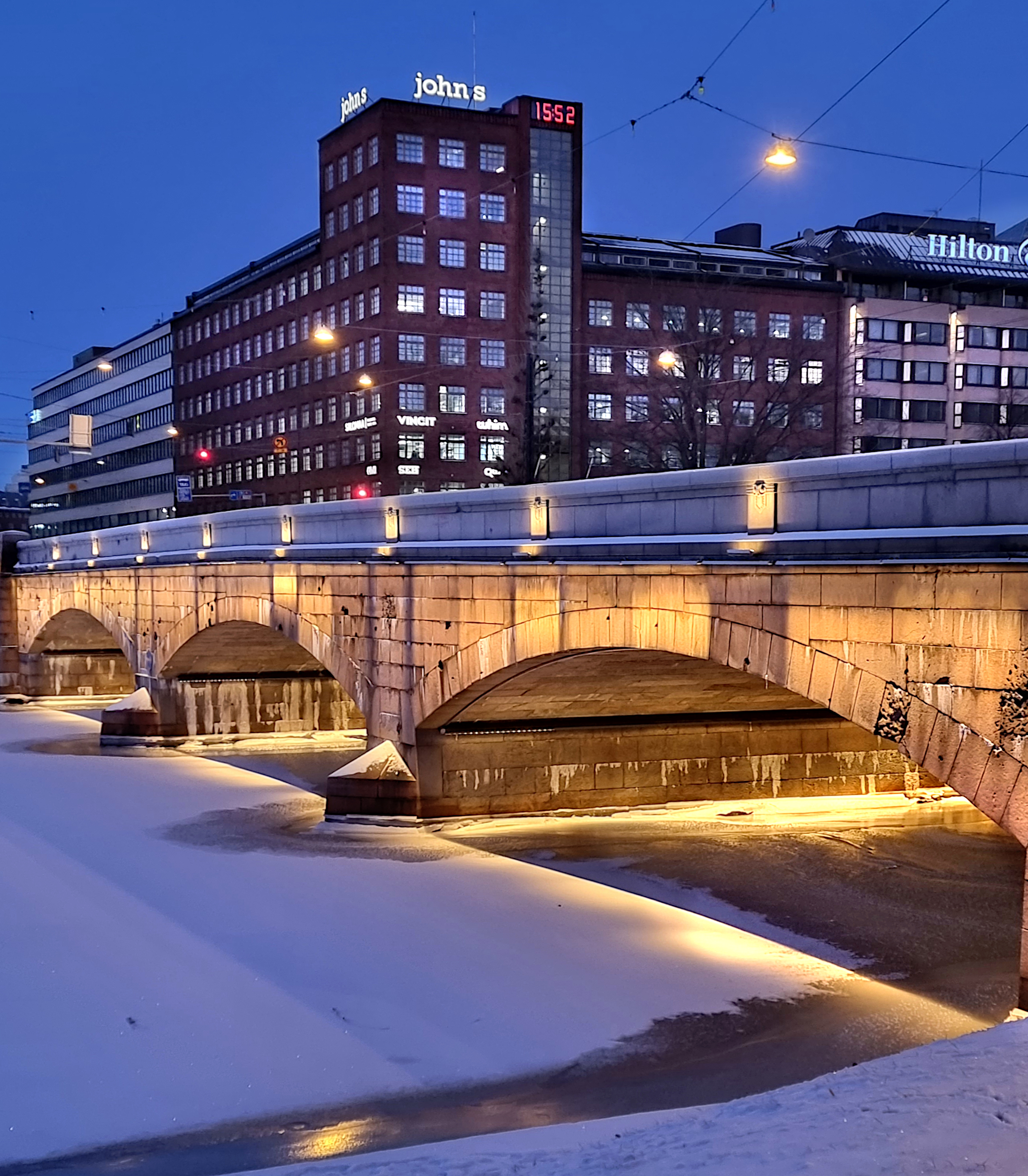
John Stenberginranta.
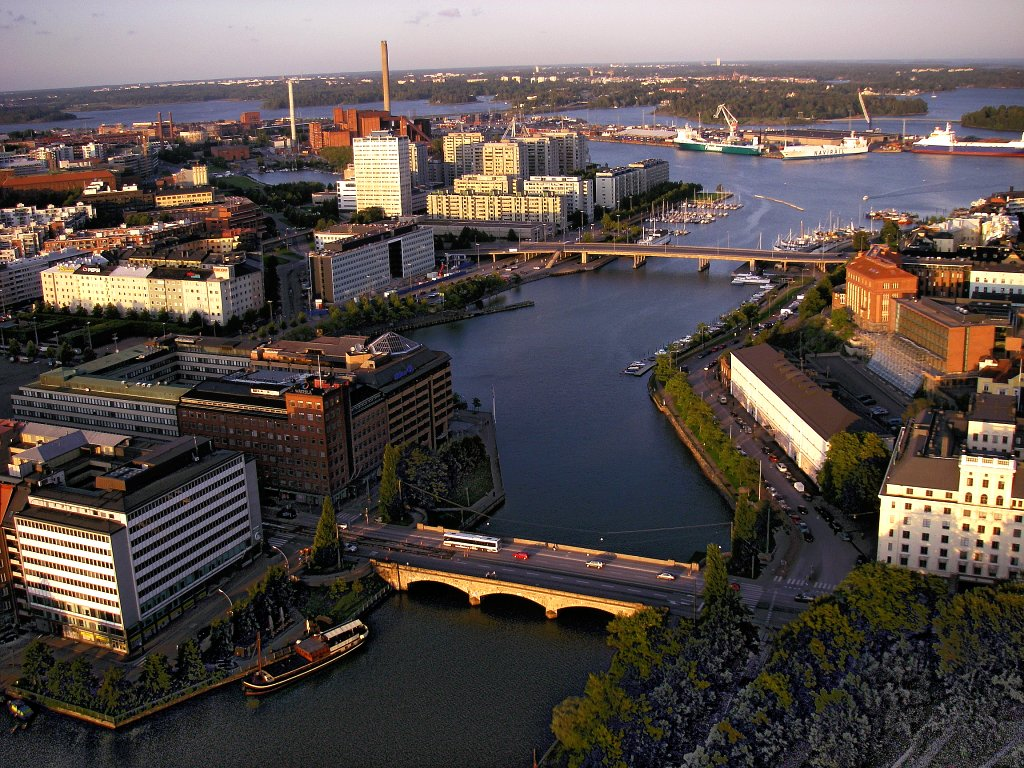
Kaisaniemenlahti et le pont.
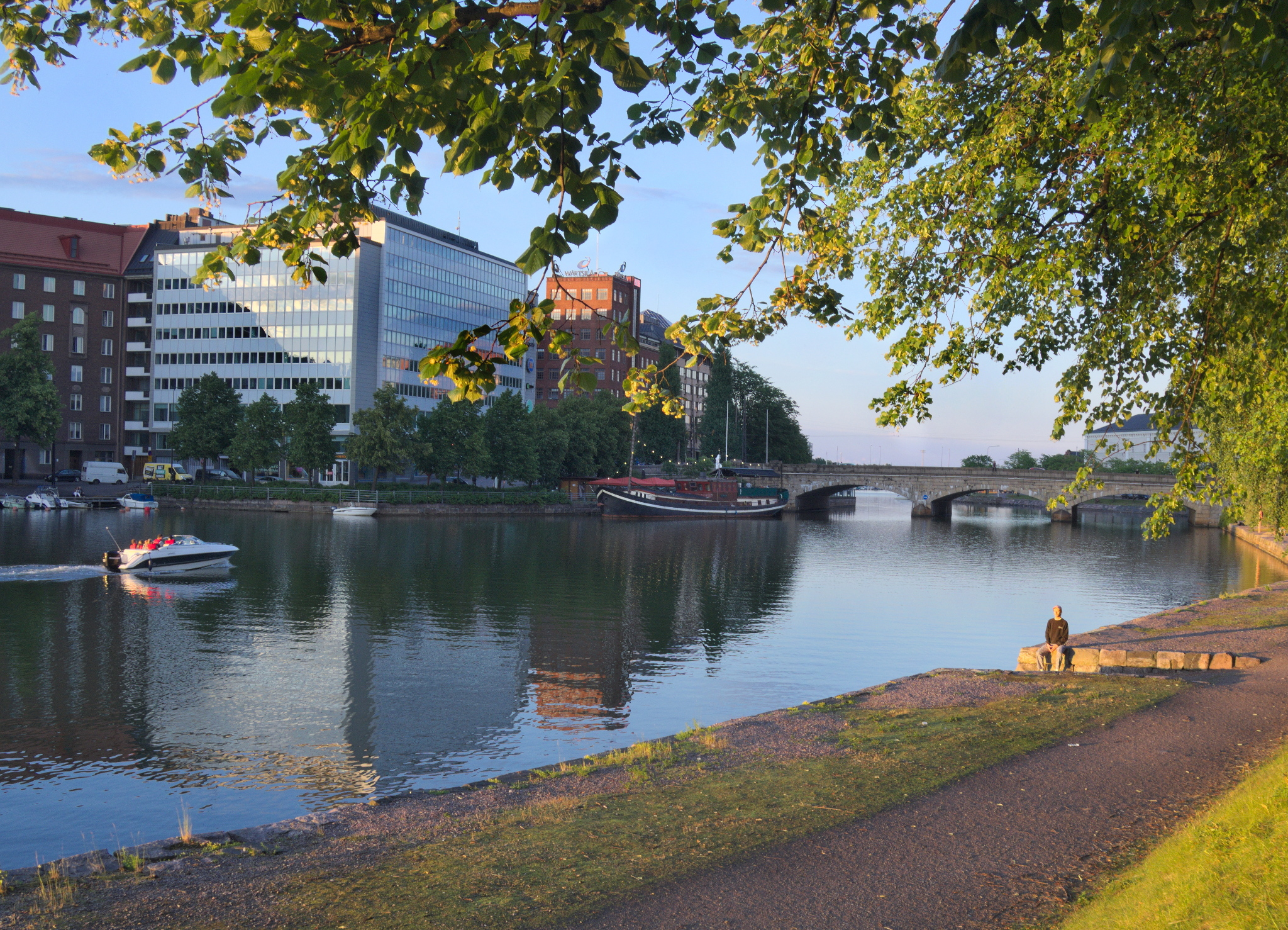
Kaisaniemen ranta et le pont.
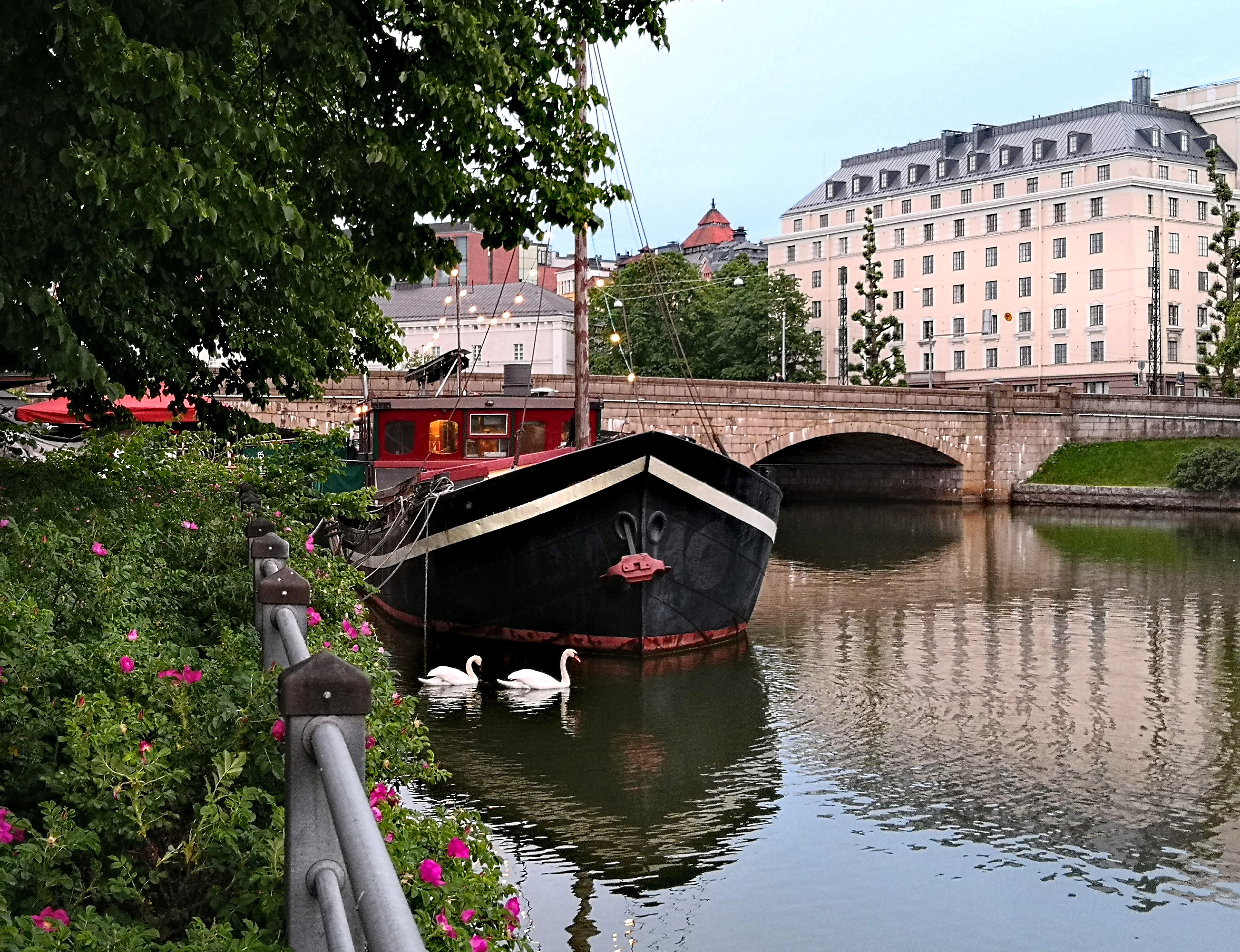